# Алергија
Алергија, преосетљивост, хиперергија, је реакција преосетљивости неког органа или целог организма на поновно уношење антигена. Алергија настаје као последица поновљеног сусрета антигена са претходно створеним специфичним антителима од стране имунског система. Реч алергија је грч. αλλεργια порекла и настала је спајањем речи (грч. αλλος-алос-промењен) и (грч. εργον-ергон-рад). Алергијске болести су бројна стања узрокована преосетљивошћу имунског система на типично нешкодљиве супстанце у животној средини. Ове болести укључују поленску грозницу, алергије на храну, атопијски дерматитис, алергијску астму и анафилаксију. Симптоми могу укључивати црвене очи, сврабљиви осип, кијање, цурење носа, отежано дисање или оток. Нетолеранција за храну и тровање храном су одвојена обољења. Алергија може бити наследна (ектопијска), код особа са урођеном склоношћу, да на алергене са којима се свакодневно срећу у животу, стварају специфичну врсту антитела, и стечена која код појединих особа може настати у току свакодневног живота, након дуготрајног контакта са свакодневним или новим врстама антигена.
Уобичајени алергени укључују полен и одређену храну. Метали и друге супстанце такође могу стварати проблеме. Храна, убоди инсеката и лекови су чести узроци тешких реакција. Њихов развој је резултат како генетских фактора, тако и фактора околине. Основни механизам укључује имуноглобулин Е антитела (IgE), део имунолошког система тела, који се везују за алерген, а затим за рецептор на мастоцитима или базофилима, где покрећу ослобађање запаљенских хемикалија попут хистамина. Дијагноза се обично заснива на анамнези особе. Даља испитивања коже или крви могу бити корисна у одређеним случајевима. Позитивни тестови, међутим, не морају значити да постоји значајна алергија на дотичну супстанцу.
Рано излагање потенцијалним алергенима може бити заштитно. Третмани за алергије укључују избегавање познатих алергена и употребу лекова као што су стероиди и антихистаминици. У тешким реакцијама препоручује се убризгавање адреналина (епинефрина). Хипосензибилизација, којом постепено излажу људи све већим количинама алергена, корисна је за неке врсте алергија, као код поленске грознице и реакција на уједе инсеката. Његова употреба код алергија на храну није јасна.
Алергије су честе. У развијеном свету око 20% људи је погођено алергијским ринитисом, око 6% људи има бар једну алергију на храну, а око 20% има атопијски дерматитис у неком тренутку. Зависно од државе, око 1–18% људи има астму. Анафилаксија се јавља код 0,05–2% људи. Постоје индикације да се стопа многих алергијских болести повећава. Реч „алергија“ први пут је употребио Клеменс фон Пиркует 1906. године.

## Основне поставке
Основна улога имунског система људског организма је да одбрани тело од свега страног и потенцијално штетног, било пореклом из унутрашње или спољне средине. На тај начин се код здравих особа ствара имуност, отпорност ка овим чиниоцима. Алергија представља промењено, преосетљиво стање имунског система појединих особа на материје из нашег окружења, а на које већина не реагује, јер суштински не представљају претњу.
Склоност ка алергији је наследна и око 30% популације је склоно овим поремећајима, а код око 20% се она и испољи. Број оболелих је у сталном порасту у свету и код нас.

## Алергени - узрочници алергије
Материје које изазивају алергије називају се алергенима и подељени су у неколико великих група у односу на начин на који наш организам долази у додир са њима:
- контактни алергени (хемикалије, козметика, накит..)
- нутритивни алергени – храна (ораси, кикирики, чоколада, јаја, риба, млеко, конзерванси и адитиви у храни..)
- респираторни алергени – из унутрашње средине, куће,[25] као што је прашина и гриње, длака домаћих животиња или из спољашње средине, као што су полени дрвећа,[26] трава и корова.

## Симптоми
Када организам преосетљиве особе дође у контакт са алергеном у року од неколико минута, сати или дана испољиће се симптоми алергије.
У случају респираторне алергије на полене, зрнца полена доспевају до коже, слузнице ока, носа, плућа и изазивају следеће симптоме:
- Кожа – црвенило, оток, осећај свраба, осип
- Очи – црвенило, сузење, свраб
- Нос – кијање, запушеност, обилна воденаста секреција, свраб
- Грло – осећај сливања секрета, осећај гребања, свраба
- Плућа – суви кашаљ, отежано дисање, гушење.

Сви наведени симптоми могу бити испољени у благом облику када не ремете радну способност, али и у тежим облицима, па и драматичним када угрожавају живот (у случају гушења, анафилактичког шока исл.).

## Дијагноза
У случају алергије на полене дијагнозу поставља лекар на основу података које даје пацијент о својим тегобама, као и на основу тестова на кожи или из крви из којих се види да ли пацијент има антитела на одређену врсту алергена полена. Ови тестови се раде скоро у свакој болници.

## Лечење
Уколико се симптоми алергије не лече од самог почетка имају склоност да се током година појачавају и јављају алергије и на друге, нове алергене. Познато је да пацијенти алергични на полене, често постану алергични и на кућну прашину и обратно. На нашем подручју више од 50% пацијената је алергично истовремено на 2 и више алергена. У случају алергије на полене након прекида изложености поленима (одлазак на места где нема тих биљака, затварање у просторије где постоје клима-уређаји који не пропуштају полен) или након узимања лекова тегобе се повлаче или смањују по интензитету у року од неколико сати или дана. Данас постоји велики број антиалергијских лекова и то у локалним или системским облицима који су прилагођени лечењу наведених тегоба. Тако се за кожне манифестације алергије могу промењивати кортикостероидне креме, код тегоба везаних за очи капи са антиинфлаторним дејством, код тегоба везаних за респираторне органе интраназални кортикостероидни спрејеви (флутиказон, мометазон, беклометазон). Од системских лекова се дају антихистаминици новије генерације (лоратадин), лекови за ширење дисајних путева у облику спреја за инхалацију, таблета или инјекција (бронходилататори). Антихистаминици се узимају превентивно пре очекиване неповољне концентрације полена у ваздуху. Најновији вид терапије код алергије на полене је имунотерапија са одговарајућим растућим дозама алергена који се дају у виду поткожних инјекција или у новије време у виду капи које се стављају под језик. Због могућих секундарних алергија, имуно терапија десензитивације се користи искључиво као последње решење код пацијената чији су симптоми изразито јаки и не одговарају на стандардну сезонску терапију. Од алергија најчешће обољевају деца и млади, али се могу појавити у било ком периоду живота.

## Превенција
Превенција алергијских обољења почиње још од првих дана живота уклањањем из околине детета свих оних штетних фактора који могу допринети да се алергија испољи, а то су аерозагађење, пушење и сл. Следећи корак је уклањање алергена из околине, као што су перјана постељина или домаће животиње, затим одржавање добре хигијене стана, што смањује количину прашине. Код алергије на полене веома их је тешко избећи, осим ако пацијент има могућности да у периоду цветања оде у другу средину. Концентрација полена у ваздуху је најмања рано изјутра, када не дува ветар или после кише. Полен се може задржавати у одећи и коси. Могуће је уградити специјалне филтере који не пропуштају полен у стану, радном месту или колима у којима се налази клима. Стан би требало проветравати када нема ветра, јер се путем ветра полен шири и до 10 km од места цветања. Пожељно је уклонити цвеће из стана, поготово оно које цвета или је у вази. Неопходно је активно уклањати коров око места становања, радног места (фабрика, школа, њива) и тиме смањити количину полена у ваздуху. Код већине оболелих болест се испољи тек када број поленових зрнаца у ваздуху пређе 50/m³. Пожељно је информисати се преко средстава информисања (радио, новине, интернет) о количини полена у ваздуху и његовом кретању као и врсти, те томе прилагодити боравак напољу и терапију. Веома је важна редовна контрола код свог лекара и редовно узимање препоручених лекова.
У нашој средини током последњих десетак година све већи проблем представљају алергије на полене, а нарочито на полене корова. Од свих пацијената који су алергични на полене корова више од 80% је алергично и на полен парложне траве (амброзија). Због своје распрострањености и јаких алергогених својстава она ће и убудуће бити узрок нарушавања здравља код све већег броја становника.